# Кадима, Рикардо
Рикардо Эрнан Кадима Сентеро (исп. Ricardo Hernán Cadima Zenteno; род. 6 июня 2006, Санта-Крус-де-ла-Сьерра) — боливийский футболист, защитник клуба «Рояль Пари».

## Клубная карьера
Кадима — воспитанник клуба «Хорхе Вильстерманн». В 2023 году игрок перешёл в «Рояль Пари». 3 декабря в матче против «Насьональ Потоси» он дебютировал в боливийской Примеры.

## Международная карьера
В 2023 году Кадима в составе юношеской сборной Боливии принял участие в юношеском чемпионате Южной Америки в Эквадоре. На турнире он сыграл в матче против сборной Перу, Аргентины, Венесуэлы и Парагвая.